# Ryōichi Tanaka
Ryōichi Tanaka (田中 和実, Tanaka Ryōichi, ur. 26 stycznia 1947) – japoński seiyū, związany z Aoni Production. Jego młodszym bratem był zmarły w 2007 roku Kazumi Tanaka, który również był aktorem głosowym.
Jego najbardziej znane role to Akira Fudo z Devilman i Cancer Deathmask z Saint Seiya.

## Wybrana filmografia
- Tiger Mask (1970) (Kentaro Takaoka/Yellow Devil)
- Akakichi no Eleven (1970) (Shingo Tamai)
- Devilman (1972) (Akira Fudo)
- Cutie Honey (1973) (Johnny) (odcinek 19.)
- Dokaben (1976) (Fumio Ataru, Ohkawa)
- UFO Robo Grendizer (1977) (Zuril Junior)
- Doraemon (1979) (Sensei)
- Fang of the Sun Dougram (1981) (Rocky Andor)
- Kinnikuman (1983) (Warsman (Pierwszy), Jesse Maivia, Mister Khamen)
- Lightspeed Electroid Albegas (1983) (Kurohara)
- Nine 2: Sweetheart Declaration (1983) (Morio)
- Ginga: Nagareboshi Gin (1986) (Kurotora, Hakuro)
- Saint Seiya (1986) (Cancer Deathmask, Musca Dio)
- Transformers: Headmasters (1987) (Brainstorm, Long Haul, Octone, Bruticus (jeden odcinek), Snakebomb, Wreck-Gar, Streetwise)
- Hokuto no Ken 2 (1987) (Jo)
- Transformers: Super-God Masterforce (1988) (Lander, Dado)
- Kiteretsu Daihyakka (1988) (Shintaro)
- Himitsu no Akko-chan (1988) (Tetsu)
- Sakigake!! Otokojuku (1988) (Rankiryuu (Hikoubou))
- Transformers: Victory (1989) (Blue Bacchus, Pracownik kopalni)
- Chibi Maruko-chan (1990) (Dyrektor)
- Kinnikuman: Scramble for the Throne (1991) (Prisman)
- Aoki Densetsu Shoot! (1993) (Ohmmori)
- Kochira Katsushika-ku Kameari Koen-mae Hashutsujo (1996) (Daidiro Ohara)
- One Piece (1999) (Moore, Minister of the Left)
- Vandread (2000) (Prime Minister)
- Koi Kaze (2004) (Zenzo Saeki)
- Saint Seiya: Soul of Gold (2015) (Cancer Deathmask)
- Tiger Mask W (2016) (Kentaro Takaoka)
- Hanma Baki – Son of Ogre (2021) (Prison Warden)

### OVA
- Legend of the Galactic Heroes (1989) (Hans Eduard Bergengrun)
- Kamen Rider SD (1993) (Kamen Rider V3)

### Inne
- Do It! Yasuji's Pornorama (1971)
- Mazinger Z vs. Devilman (1973) (Akira Fudo)
- Mazinger Z vs. The Great General of Darkness (1974) (Tetsuya Tsurugi)
- Dougram (1983) (Rocky)
- Doraemon: Nobita's Great Adventure into the Underworld (1984) (Sensei)
- The Dagger of Kamui (1985) (Jackal)
- Doraemon: Nobita and the Steel Troops (1986) (Sensei)
- Dragon Ball: Sleeping Princess in Devil's Castle (1987) (Demon)
- Doraemon: The Record of Nobita's Parallel Visit to the West (1988) (Sensei)
- Doraemon: Nobita and the Birth of Japan (1989) (Sensei)
- Doraemon: Nobita and the Animal Planet (1990) (Doktor)
- Doraemon: Nobita's Dorabian Nights (1991) (Kupiec)
- Doraemon: Nobita and the Kingdom of Clouds (1992) (Sensei)
- Doraemon: Nobita and the Tin Labyrinth (1993) (Sensei)
- Doraemon: Nobita's Three Visionary Swordsmen (1994) (Sensei)
- 2112: The Birth of Doraemon (1995) (Mr. Robot)
- Doraemon: Nobita's Diary of the Creation of the World (1995) (Sensei)
- Doraemon: Nobita and the Galaxy Super-express (1996) (Kurator)
- Doraemon: Nobita's the Night Before a Wedding (1999) (Sensei)
- Doraemon: Nobita Drifts in the Universe (1999) (Sensei)
- Doraemon: Nobita and the Legend of the Sun King (2000) (Sensei)
- Dragon Ball Z: Battle of Gods (2013) (Stary Kaioushin)
- Dragon Ball Z: Resurrection 'F' (2015) (Doktor Briefs)

### Tokusatsu
- Ike! Greenman (1973) (Władca Demonów)
- Ike! Ushiwaka Kotarou (1974) (Kotaro Ushikawa)
- Ultraman Tiga (1996) (Gobunyu (Vaha) (odcinek 19.))
- Mirai Sentai Timeranger (2000) (Counselor Zektar (odcinek 31.))
- Hyakuju Sentai Gaoranger (2001) (Shrine Bell Org (odcinek 4.))
- Kamen Rider Agito (2001) (Crab Lord/Crustata Palleo (odcinki 30 - 31))
- Ninpuu Sentai Hurricanger (2002) (Nightmare Ninja Yumebakushi (odcinek 10.))
- Tokusou Sentai Dekaranger (2004) (Tenkaolien Raja Namunan (odcinek 35.))

### Gry
- Summon Night 2 (2001) (Frip)
- Mega Man X: Command Mission (2003) (Colonel Redips)
- Dragon Ball Z: Tenkaichi 2 (2006) (Duch)
- Kinnikuman Muscle Grand Prix MAX (2006) (Mister Khamen)
- Kinnikuman Muscle Grand Prix 2 (2008) (Mister Khamen)
- Dragon Ball Z: Ultimate Tenkaichi (2011) (Stary Najwyższy Kai)
- Saint Seiya: Brave Soldiers (2013) (Cancer Deathmask)